# Eric Sykes
Eric Sykes CBE (Oldham, Lancashire, 4 de mayo de 1923 - Esher, Surrey, 4 de julio de 2012), fue un actor, guionista y director de cine británico, conocido principalmente por sus numerosos papeles en comedias británicas durante sus 50 primeros años. También fue locutor de radio durante la década de los 50.

## Biografía
La carrera de Sykes en el cine comenzó en una unidad especial de Ultra en la Royal Air Force, durante la Segunda Guerra Mundial, donde trabajó con el teniente Bill Fraser. 
También ayudó a Spike Milligan, después de la depresión de este último, en The Goon Show. Colaboró con él en una emisión de redio especial, Archie in Goonland  que es una mezcla de The Goon Show y Educating Archie  con Peter Brough. No fue un éxito y muchos guiones fueron destruidos. 
Durante la década de los 50, Sykes visitó Australia con la obra teatral Run for Your Wife, con Jack Smethurst, David McCallum y Katy Manning. Entonces, quedó parcialmente sordo como consecuencia de una enfermedad que cogió, de adulto, síntoma del Síndrome macular, debido a su edad (y en el ayudó el tabaquismo), que le causó la pérdida parcial de la vista.
En 2005, fue promovido a comandatede la Orde del Imperio Británico por su aportación al arte dramático.
El 14 de febrero de 1952, Sykes se casó con Edith Eleanore, con la que tuvo 3 hijos, entre las que se encuentran las actrices Julie y Kathy Sykes. Es abuelo del también actor Matt Stronge.

## Filmografía

### Actor
- 1954: Orders Are Orders de David Paltenghi
- 1956: Charley Moon de Guy Hamilton
- 1959: Tommy the toreador de John Paddy Carstairs
- 1960: Watch Your Stern de Gerald Thomas
- 1961: (Very Important Person) de Ken Annakin
- 1961: Invasion quartet de Jay Lewis
- 1962: Village of Daughters de George Pollock
- 1962: El mundo loco de dos caraduras (Kill or Cure) de George Pollock
- 1963: Cielos arriba (Heavens Above!) de John Boulting y Roy Boulting
- 1964: The Bargee de Duncan Wood
- 1964: One Way Pendulum de Peter Yates
- 1965: Aquellos chalados en sus locos cacharros (Those magnificent men in their flying machines, or how I flew from London to Paris in 25 hours 11 minutes) de Ken Annakin
- 1965: Rotten to the Core de John Boulting
- 1965: El liquidador (The Liquidator) de Jack Cardiff
- 1966: Regalo a los rusos (The Spy with a Cold Nose)
- 1967: The Plank (1967) (+ dirección)
- 1968: Shalako de Edward Dmytryk
- 1969: Rhubarb (+ direcció)
- 1969: El rally de Montecarlo y toda su zarabanda de antaño (Monte Carlo or bust) de Ken Annakin
- 1972: The Alf Garnett saga de Bob Kellett
- 1973: Matar o no matar, este es el problema (Theater of blood) de Douglas Hickox
- 1979: The Plank (1979) (TV)
- 1980: Rhubarb Rhubarb (+ direcció)
- 1981: If You Go Down in the Woods Today (+ direcció)
- 1982: The Boys in Blue de Val Guest
- 1983: Gabrielle and the Doodleman de Francis Essex
- 1986: Absolute Beginners de Julien Temple
- 1993: The Big Freeze (+ direcció) (curt)
- 1993: Recién nacido y ya coronado (Splitting heirs) de Robert Young
- 2001: Los otros (The others) de Alejandro Amenábar
- 2004: Mavis and the Mermaid de Juliet McKoen (curt)
- 2005: Harry Potter y el cáliz de fuego (Harry Potter and the Goblet of Fire) de Mike Newell
- 2005: I told you I was Ill: The life and legacy of Spike Milligan documental de Cathy Henkel
- 2008: El hijo de Rambow (Son of Rambow) de Garth Jennings

### Director / Guionista
- 1957: Closing night (TV)
- 1958: Gala opening (TV)
- 1967: The Plank
- 1969: Rhubarb (curt)
- 1979: The Plank (curt)
- 1980: Rhubarb Rhubarb
- 1981: If You Go Down in the Woods Today
- 1983: It's your move (curt)
- 1988: Mr. H is late (TV)
- 1993: The Big Freeze (curt)